# János Szerényi
János Szerényi (Baja, Hungría; 21 de agosto de 1938 – 28 de diciembre de 2024) fue un atleta húngaro especialista en la carrera de larga distancia.

## Carrera
Participó en la prueba de los 10000 metros en los Juegos Olímpicos de México 1968, donde finalizó en la posición 20 entre 37 participantes. Esa sería su única aparición en Juegos Olímpicos.
A nivel nacional ganó la medalla de oro en los 10000 metros en 1968.